# Атяшевський район
Атя́шеський район (рос. Атяшевский район, ерз. Отяж буе, мокш. Атяшевань аймак) — муніципальний район у складі Республіки Мордовія Російської Федерації.
Адміністративний центр — селище міського типу Атяшево.

## Населення
Населення району становить 16833 особи (2019, 20161 у 2010, 22899 у 2002).

## Адміністративно-територіальний поділ
На території району 1 міське та 6 сільських поселень:
| Поселення                           | Площа, км² | Населення, осіб (2002) | Населення, осіб (2010) | Населення, осіб (2019) | Центр           | Населені пункти |
| ----------------------------------- | ---------- | ---------------------- | ---------------------- | ---------------------- | --------------- | --------------- |
| Атяшевське міське поселення         | 92,49      | 6946                   | 7054                   | 6990                   | Атяшево         | 4               |
| Аловське сільське поселення         | 108,44     | 1696                   | 1293                   | 951                    | Алово           | 2               |
| Атяшевське сільське поселення       | 208,72     | 4360                   | 3794                   | 2900                   | Атяшево         | 13              |
| Великоманадиське сільське поселення | 59,26      | 1268                   | 1187                   | 1069                   | Великі Манадиші | 4               |
| Кіржеманське сільське поселення     | 202,40     | 2935                   | 2400                   | 1720                   | Кіржемани       | 10              |
| Козловське сільське поселення       | 190,19     | 3081                   | 2308                   | 1644                   | Козловка        | 17              |
| Сабанчеєвське сільське поселення    | 156,10     | 2603                   | 2125                   | 1559                   | Сабанчеєво      | 8               |

- 19 листопада 2013 року було ліквідовано Мордовсько-Сиресівське сільське поселення, його територія увійшла до складу Аловського сільського поселення[4].
- 26 травня 2014 року було ліквідовано Нобарно-Сиресівське сільське поселення, його територія увійшла до складу Козловського сільського поселення[5].
- 10 вересня 2014 року було ліквідовано Русько-Дубровське сільське поселення, його територія увійшла до складу Великоманадиського сільського поселення[6].
- 17 травня 2018 року було ліквідовано Капасовське сільське поселення, його територія увійшла до складу Атяшевського сільського поселення[7].
- 24 квітня 2019 року було ліквідовано Селищинське сільське поселення та Ушаковське сільське поселення, їхні території увійшли до складу Атяшевського сільського поселення; було ліквідовано Вечерлейське сільське поселення та Лобаскинське сільське поселення, їхні території увійшли до складу Кіржеманського сільського поселення; було ліквідовано Андрієвське сільське поселення, Вежне-Чукальське сільське поселення, Каменське сільське поселення та Покровське сільське поселення, їхні території увійшли до складу Козловського сільського поселення; було ліквідовано Дюркинське сільське поселення та Тарасовське сільське поселення, їхні території увійшли до складу Сабанчеєвське сільського поселення[8].
- 19 травня 2020 року було ліквідовано Шейн-Майданське сільське поселення, його територія увійшла до складу Атяшевського міського поселення[9].

## Найбільші населені пункти
Найбільші населені пункти з чисельністю населення понад 1000 осіб:
| № | Населений пункт | Населення, осіб (2002) | Населення, осіб (2010) |
| - | --------------- | ---------------------- | ---------------------- |
| 1 | Атяшево (смт)   | 6 073                  | 6 246                  |
| 2 | Атяшево (село)  | 1 648                  | 1 490                  |
| 3 | Алово           | 1 512                  | 1 169                  |

## Персоналії
- Гусєв Іван Олексійович — учасник битви на Курській дузі, ймовірно перший в історії Другої світової війни здійснив танковий таран
- Равкіна Поліна Іванівна — Герой Соціалістичної Праці